# Ricin

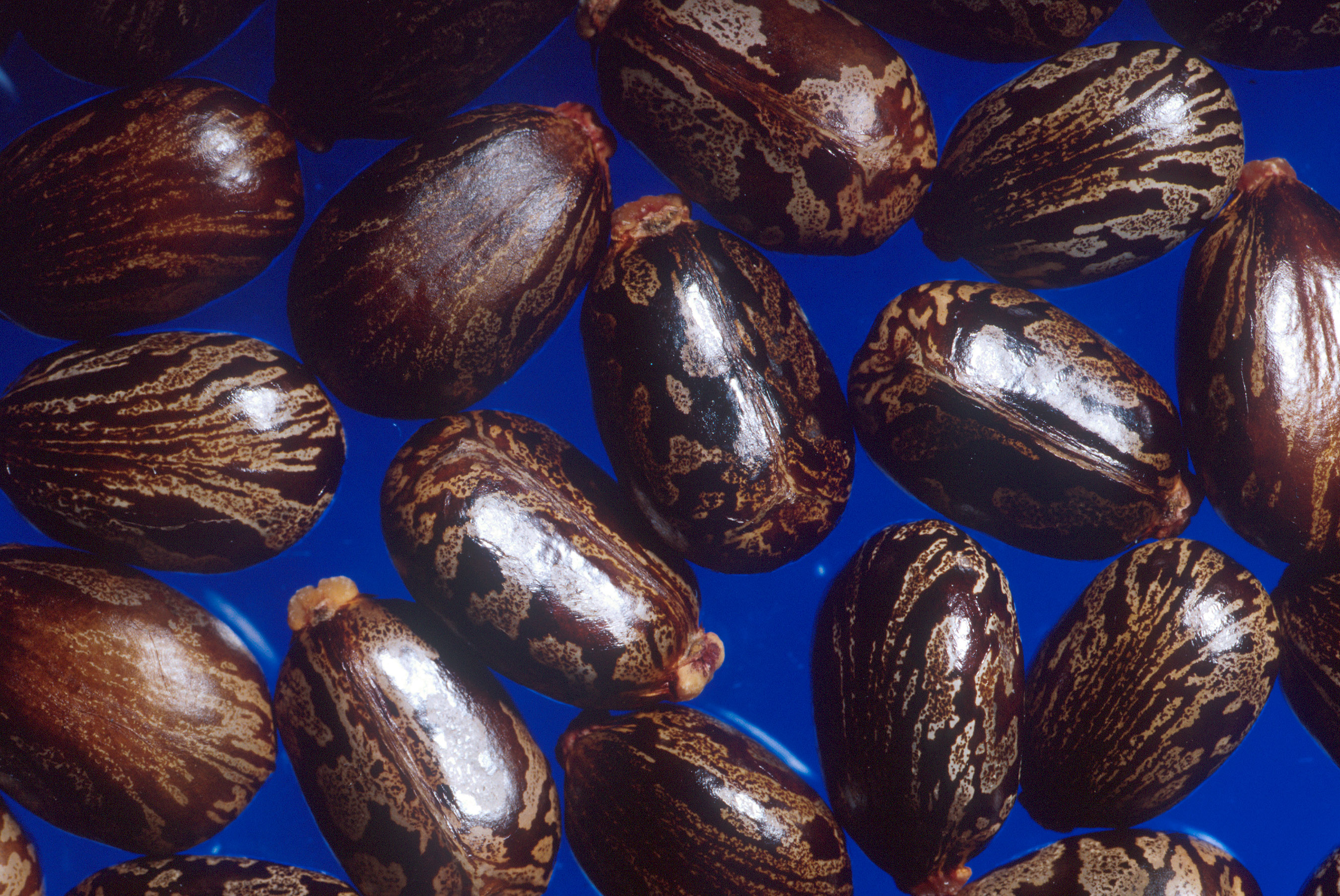
Ricinus magok

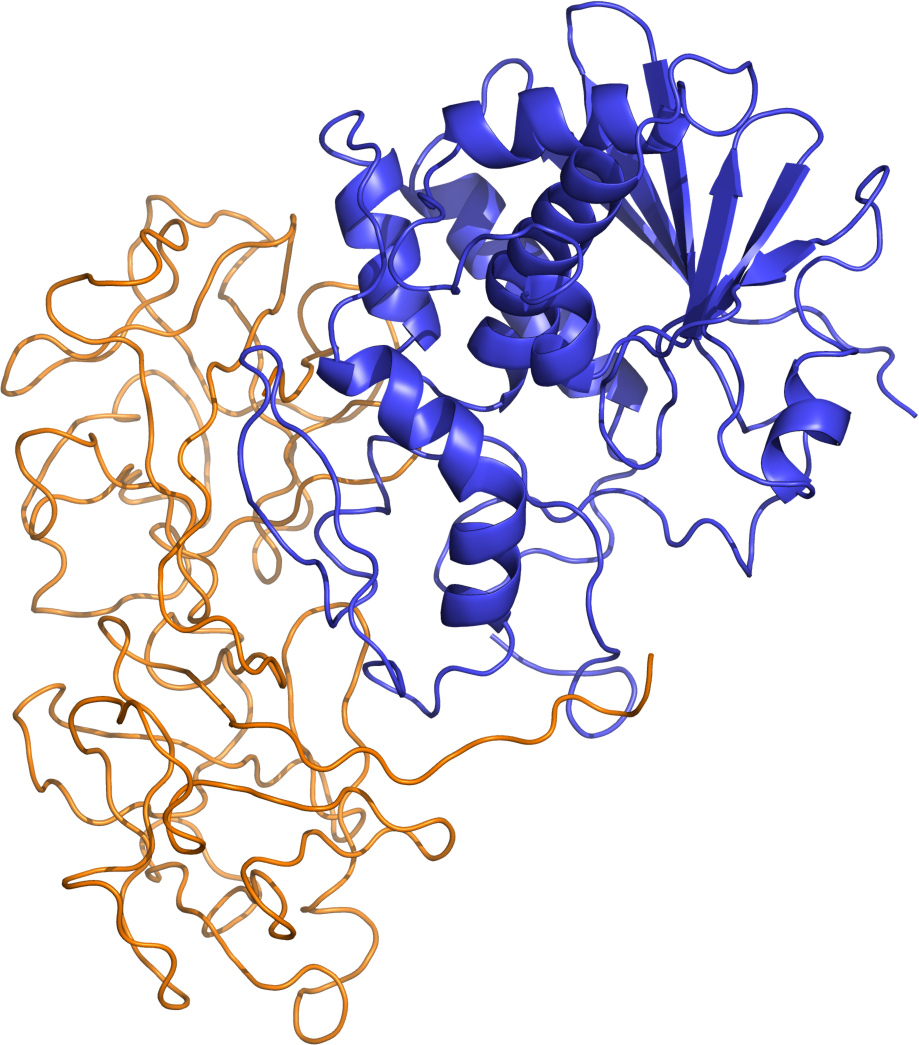
Ricin molekulaszerkezete

A ricin a ricinus (Ricinus communis) magjából kivonható, rendkívül mérgező fehérje. Allergiás reakciókat is okozhat. Toxicitásának mértéke a szervezetbe jutás módjától – táplálékkal, belélegezve vagy beinjektálva – is függ. A halálos dózis minimuma emberben 500 mikrogramm körüli, de már 70 mikrogramm is halálos lehet.
A biológiai fegyverek egyik hagyományos hatóanyaga. Ricinnel elkövetett nevezetes terrorcselekmény volt pl. a Markov-gyilkosság, de a világháborúból ismertté vált W-bomba is ricinnel volt töltve.

## Külső források
- Castor bean information at Purdue University
- ricin information at Cornell University
- Medical research on ricin at BBC
- Chemical Review at United States Army
- Ricin - Emergency Preparations at CDC
- BioHealthBase Bioinformatics Resource Center Ricin bioinformatics resource